# Павловськ (Архангельська область)
Павловськ (рос. Павловск) — село в Вілегодському районі Архангельської області Російської Федерації.
Населення становить 244 особи. Входить до складу муніципального утворення Вілегодський муніципальний округ.

## Історія
До 2020 року входихо до складу муніципального утворення Павловське муніципальне утворення.

## Населення
| 2002 | 2010 | 2012 |
| ---- | ---- | ---- |
| 289  | ↘248 | ↘244 |